# Diacyclops lewisi
Diacyclops lewisi – gatunek widłonoga z rodziny Cyclopidae. Nazwa naukowa gatunku została po raz pierwszy opublikowana w 2004 roku przez amerykańską biolog Janet W. Reid.